# Gurrea de Gállego
Gurrea de Gállego – gmina w Hiszpanii, w prowincji Huesca, w Aragonii, o powierzchni 191,97 km². W 2011 roku gmina liczyła 1644 mieszkańców.